# Ragnarok (sastav)
Ragnarok je norveški black metal sastav iz Sarpsborga u Norveškoj koji su 1994. osnovali Jerv i Jontho nakon što su napustili sastav Thoth. Tekstovi pjesama govore o nordijskog mitologiji, vikinzima, sotonizmu, ratu i protukršćanstvu. Dobio je ime po Ragnaroku, koji na staronordijskom znači "sudbina bogova", bitka za kraj svijeta u nordijskog mitologiji.

## Povijest
Sastav su 1994. osnovali Jerv i Jontho u Sarpsborgu. Sastavu se pridružio Rym i Thyme. Iste godine objavili su svoj prvi demoalbum Et vinterland i nord i njime je skupina stekla obožavatelje na sceni i sastav je potpisao ugovor s diskografskom kućom Head Not Found koja je objavila prvi studijski album Ragnaroka, Nattferd.
Godine 1997. objavljen je drugi studijski album sastava, Arising Realm na kojem se kao klavijaturist pojavio Stian Tomt "Shagrath" Thoresen iz skupine Dimmu Borgir. Godine 1998. Ragnarok je po prvi put otišao na turneju, nastupaju na osam koncerata u Danskoj i Njemačkoj. U kraju godine sastav je počeo snimanje albuma Diabolical Age koji je objavljen 2000. Kad je album objavljen basist Thyme napustio je sastav i zamijenio ga je pjevač Astaroth, a Sander se pridružio kao gitarist.
Godine 2000. sastav je otišao na turneju sa sastavom Satanic Slaughter. Nakon turneja, Astaroth napustio je sastav. Zamijenio ga je Lord Arcamous koji pojavio se na albumu In Nomine Satanas, ali zamijenio ga je Hoest iz skupine Taake.
Kad Hoest pridružio se sastava, Ragnarok otišao je na turneju u Europi i Sjevernoj Ameriki. Album Blackdoor Miracle objavljen je 2004.
Godine 2010. objavili svoj novi album, Collectors of the King. Godine 2012. objavljen je sedmi studijski album sastava, Malediction.
Dana 29. travnja 2017. bivši basist sastava Jerv umro je u prometnoj nesreći.

## Diskografija
Studijski albumi
- Nattferd (1995.)
- Arising Realm (1997.)
- Diabolical Age (2000.)
- In Nomine Satanas (2002.)
- Blackdoor Miracle (2004.)
- Collectors of the King (2010.)
- Malediction (2012.)
- Psychopathology (2016.)
- Non Debellicata (2019.)

Demoalbumi
- Et vinterland i nord (1994.)
- Pagan Land (1995.)